# Rage Against the Machine (video)
Rage Against the Machine es el primer vídeo en VHS y DVD de la banda homónima Rage Against the Machine, fue lanzado en el año de 1997 y recopila su tour alrededor del mundo luego de su disco multiplatino Evil Empire desde varias locaciones alrededor del mundo, también tiene algunos vídeos de estudio sin la censura con la cual aparecían en los medios televisivos y radiales.

## Lista de canciones
Videos en Vivo
- "The Ghost of Tom Joad"
- "Vietnow"
- "People of the Sun"
- "Bulls on Parade"
- "Bullet in the Head"
- "Zapata's Blood"
- "Know Your Enemy"
- "Bombtrack"
- "Tire Me"
- "Killing in the Name"

Videos de estudio
- "Guerilla Radio"
- "Bombtrack"
- "Testify"
- "Sleep Now in the Fire"
- "No Shelter"
- "Killing in the Name"
- "Bullet in the Head"
- "Freedom"
- "People of the Sun"
- "Bulls on Parade"
- "Memory of the Dead (Land and Liberty)"

- Datos: Q1766234